# Halicyne
L'alicine (gen. Halicyne) è un crostaceo estinto appartenente all'ordine dei cicloidi (Cycloidea). Visse tra il Triassico inferiore e medio (248 – 230 milioni di anni fa). I suoi resti sono stati ritrovati in varie parti del mondo: Stati Uniti, Europa (Francia, Germania) e Madagascar.

## Descrizione
L'aspetto insolito di questo crostaceo era dovuto alla forma tondeggiante del carapace, che rivestiva tutto il corpo; una carena piuttosto pronunciata era presente al centro della zona dorsale. Le zampe, che sporgevano ai lati del corpo, erano di dimensioni e forma variabile a seconda delle specie: in alcune erano lunghe e sottili, in altre tozze e robuste. Una struttura bulbosa all'estremità anteriore del carapace supportava un paio di occhi articolati e le strutture mascellari. In una specie di un genere simile, precedentemente considerato Halicyne (Schramine montanaensis) erano presenti veri e propri rami caudali.

## Specie
Di questo animale sono note varie specie: H. agnota, la prima descritta proveniente dalle Germania, fu originariamente classificata all'interno del genere Limulus da Hermann von Meyer nel 1838. Successivamente vennero trovati fossili in Europa (H. ornata), in Nordamerica (H. max) e in Madagascar (H. gondwanae, H. momoroi). Le forme nordamericane sono spesso associate a resti di piante. È possibile, inoltre, che le differenze riguardanti le zampe delle varie specie implicassero differenti adattamenti ai vari habitat. È comunque probabile che, data la forma appiattita del carapace, l'alicine fosse un organismo bentonico e vivesse generalmente su fondali marini poco profondi.

## Classificazione
L'alicine appartiene a un piccolo gruppo di crostacei noti come cicloidi (Cycloidea), vissuti tra il Carbonifero e il Cretaceo. Le parentele di questo gruppo non sono ancora ben note, ma sembra ragionevole includere quest'ordine nella classe dei maxillopodi (Maxillopoda). In passato, la forma circolare del corpo ha fatto presumere parentele con gli xifosuri (tra cui il limulo attuale), mentre altri studiosi li hanno avvicinati ai trilobiti. Il genere più noto dei cicloidi è Cyclus, tipico del Carbonifero.